# 昆明路 (上海市)
昆明路是中華人民共和國上海市地跨杨浦區和虹口区的一條道路。西起唐山路，东至蘭州路，全长2499米。昆明路原址為薛家浜。清朝光绪二十七年（1901年），薛家浜被填埋，原址分別建造西薛家浜路和东薛家浜路，後兩條道路全部更改為昆明路，路名來自於雲南昆明。